# Kolatitud
Kolatitud (utläses ko-latitud) är en av de sfäriska koordinaterna, vanligen betecknad med den grekiska bokstaven φ (fi) inom matematiken men med θ (theta) inom fysiken. Kolatituden är vinkelavståndet från systemets axel, och innehåller därmed samma information som latituden som räknas från ekvatorn och oftast betecknas med λ (lambda). Räknat i grader är alltså θ = 90° - λ.